# Ariane Mnouchkine
Ariane Mnouchkine (Boulogne-Billancourt, 3 marzo 1939) è una regista francese.

## Biografia
Ariane Mnouchkine nasce nel 1939 a Boulogne-Billancourt, piccolo paese nella periferia residenziale di Parigi. I suoi genitori sono June Hannen, un'inglese trasferitasi in Francia dopo il matrimonio, e il produttore cinematografico Alexandre Mnouchkine, russo d'origine ebraica rifugiatosi in Francia con la sua famiglia ai tempi della Rivoluzione sovietica. I genitori divorzieranno quando Mnouchkine ha poco più di dodici anni. Nella separazione Ariane sceglie di restare con il padre, mentre la sorella più piccola seguirà la madre. Il padre, la cui influenza si farà molto forte, sarà il suo punto di riferimento per tutta la vita.
Terminati gli studi medi superiori nel 1957, Ariane Mnouchkine vuole intraprendere la carriera di psicanalista. A tal proposito parte per l'Inghilterra per seguire un anno di propedeutica all'Università di Oxford. In quest'occasione comincia a fare teatro nell'ambito di due compagnie universitarie dirette da John Mac Grant e Ken Loach. Contestualmente fa esperienza di aiuto regista per Anthony Page, per le messe in scena di Ulisse da James Joyce e Coriolano di Shakespeare.
Quando nel 1958 rientra a Parigi, Ariane Mnouchkine si iscrive alla Sorbona (facoltà di psicologia) e tenta di entrare a far parte dell'unica realtà teatrale esistente presso l'università: il Groupe Antique. La Mnouchkine si allontana rapidamente da questo gruppo studentesco per fondare nell'ottobre del 1959 l'Association Théâtrale des Étudiants de Paris (ATEP). Assieme a lei sono France Djoud, Pierre Skira e Martine Frank ai quali si uniranno poco dopo Jean-Claude Penchenat, Philippe Leotard, Jean-Pierre Tailhade, Myrrha Danzenc, Françoise Tournafond, Gérard Hardy. Questi saranno il nucleo di partenza del futuro Théâtre du Soleil che si costituirà qualche anno dopo.
In questo stesso periodo Mnouchkine fa esperienza come sceneggiatrice cinematografica per un film prodotto dal padre, L'Homme de Rio, di Philippe de Broca.
Parimenti fondativo per l'esperienza teatrale di Mnouchkine è il percorso di studi intrapreso presso la Scuola Internazionale di Teatro Jacques Lecoq, sempre a Parigi.
Nel 1963 Ariane Mnouchkine parte per un viaggio di un anno in Estremo Oriente, che costituirà una tappa fondamentale per la sua formazione teatrale ed estetica.
Il rientro in Francia nel 1964 vede il costituirsi del Théâtre du Soleil, da questo momento in poi è difficile separare la biografia della regista da quella della compagnia e del teatro.

## Théâtre du Soleil
Il Théâtre du Soleil nasce nel 1964 e si costituisce come cooperativa in cui tutti i membri hanno pari diritti e doveri, sia nell'ambito della gestione amministrativa sia, soprattutto, in quello della creazione artistica. 
La scelta costitutiva della compagnia mostra una posizione politica ben definita che affonda le sue radici oltre che nel clima politico e culturale della Francia degli anni Sessanta, anche nel contesto delle associazioni teatrali universitarie, inglesi e francesi.
Dal 1970 il Théâtre du Soleil ha la sua casa in una vecchia fabbrica abbandonata alla periferia parigina, la Cartoucherie di Vincennes.
Gli spettacoli del Théâtre du Soleil sono il frutto di lunghe sperimentazioni collettive e, spesso, vengono modificati nel corso delle rappresentazioni. A tal proposito è determinante il rapporto che s'instaura fra attori e pubblico.
Per 1789 la Mnouchkine costruì un impianto scenico complesso, formato da diversi palchi uniti da passerelle che venivano percorse dagli attori. Alla recitazione si mescolava il racconto di eventi storici, come quello della presa della Bastiglia, in un contesto che si potrebbe definire metateatrale, poiché molti episodi erano visti attraverso la rappresentazione che ne davano gli artisti delle fiere parigine nelle loro parades.

## Premio Europa per il Teatro
Nel 1987, il primo Premio Europa per il teatro viene assegnato a Ariane Mnouchkine per l’attività svolta con il Théâtre du Soleil, con la seguente motivazione:
La giuria all’unanimità, ha deciso di attribuire il premio “Europa per il Teatro 1987”, consistente in 60.000 ECU ed in una scultura originale di Pietro Consagra, al Théâtre du Soleil diretto da Ariane Mnouchkine per avere avviato e realizzato su solide basi un efficace discorso sul rinnovamento del linguaggio teatrale e sulla proposta di una nuova impostazione della professionalità dell’attore.

## Teatro
- 1961 Gengis Khan, di Henry Bauchau
- 1964-1965  Les Petits Bourgeois, di Maksim Gor'kij
- 1965-1966  Le Capitaine Fracasse, adattamento da Théophile Gautier
- 1967 La Cuisine di Arnold Wesker
- 1968 Le Songe d’une nuit d’été, di William Shakespeare
- 1969 Les Clowns, creazione collettiva Théâtre du Soleil
- 1970-1971 1789, creazione collettiva Théâtre du Soleil
- 1972- 1973 1793, creazione collettiva Théâtre du Soleil
- 1975  L'Age d'Or, creazione collettiva Théâtre du Soleil
- 1979-1980  Méphisto, le roman d'une carrière, da Klaus Mann
- 1981-1984 Ciclo Les Shakespeares (1981: Richard II ; 1982: La Nuit des Roi ; 1984: Henry IV)
- 1985 L'Histoire terrible mais inachevée de Norodom Sihanouck, roi du Cambodge di Hélène Cixous
- 1987-1988 L'Indiade ou L'Inde de leur rêves, di Hélène Cixous
- 1990-1993 Ciclo Les Atrides (16 novembre 1990: Iphigénie à Aulis, di Euripide; 24 novembre 1990: Agamennon, di Eschilo; 23 febbraio 1991 : Les Choéphores, di Eschilo; 26 maggio 1992: Les Euménides, di Eschilo)
- 1994 La Ville Parjure ou Le Réveil des Erinyes, di Hélène Cixous
- 1995-1996 Le Tartuffe, di Molière
- 1997 Et soudain des nuits d'éveil, creazione collettiva Théâtre du Soleil «in armonia» con Hélène Cixous
- 1999 Tambours sur la digue, di Hélène Cixous
- 2003 Le Dernier Caravansérail, creazione collettiva Théâtre du Soleil (2 aprile 2003 Le fleuve cruel (première partie) ; 21 novembre 2003 Origines et destins (deuxième partie))
- 2006 Les Épheméres, creazione collettiva Théâtre du Soleil
- 2010 Les Naufragés du Fol Espoir, creazione collettiva Théâtre du Soleil liberamente ispirata da un romanzo postumo di Jules Verne, scritta con la collaborazione di Hélène Cixous
- 2014 Macbeth di Shakespeare, da una traduzione d'Ariane Mnouchkine

## Filmografia

### Regista
- 1789 (1974)
- Molière (1978)
- La Nuit miraculeuse (1989)
- Tambours sur la digue (2003)
- Le Dernier Caravansérail (2006)
- Les Naufragés du Fol Espoir (2011)